# Крысы (фильм, 1955)
«Крысы» (нем. Die Ratten, англ. The Rats) — немецкая драма 1955 года режиссёра Роберта Сиодмака. Картина является экранизацией пьесы Герхарта Гауптмана «Крысы». Сюжет рассказывает об обездоленной польке Паулине, которая вскоре после окончания Второй мировой войны продаёт своего незаконнорождённого ребёнка бездетной женщине за несколько сотен немецких марок. 
Фильм удостоен премии «Золотой медведь».

## Описание сюжета
Действие происходит в начале 1950-х годов в Берлине. Молодая полька Паулина Карка приезжает в Берлин, откуда пытается перебраться в Западную Германию. Она беременна и ей негде жить.  Надежда на лучшее у девушки появляется лишь после знакомства с бездетной хозяйкой прачечной Анной Джон, которая заключает с Паулиной соглашение: Анна будет заботиться о Паулине до родов, а потом, дав ей денег, заберёт ребёнка себе. После родов, прежде чем отправиться в Западную Германию, Паулина приходит к Анне попрощаться с ребёнком, но Анна не разрешает ей сделать это. Тогда Паулина решается ребёнка выкрасть, но по ошибке похищает чужого, соседского. Разгневанная Анна посылает своего брата Бруно разыскать и убить Паулину. Защищаясь, Паулина камнем убивает Бруно. Чувствуя свою вину за смерть брата, Анна Джон отправляется в полицию и признаётся во всём.

## Актёрский состав
- Мария Шелл — Паулина Карка
- Курд Юргенс — Бруно Мехельке
- Хайдемари Хатайер — Анна Джон
- Густав Кнут — Карл Джон
- Ильзе Штеппат — фрау Кноббе
- Фриц Ремонд — Харро Хассенройтер
- Барбара Рост — Сельма Кноббе
- Лу Зайц — акушерка Кильбакке
- Ханс Штибнер
- Ханс Бергман
- Вальтер Блюм
- Карл де Фогт
- Эрих Дунскус
- Карл Хельмер
- Манфред Мойрер
- Эдит Шольвер